# カタリナ・ラゾビッチ
カタリナ・ダングビッチ（Katarina Dangubić、旧姓：ラゾビッチ、1999年9月12日 - ）は、セルビアの女子バレーボール選手。セルビア代表。

## 来歴

### クラブチーム
ベオグラード出身。2014年、OK Vizuraへ入団。セルビア国内リーグでは2014/15～2017/18シーズンにかけて4連覇に貢献した。2019年、ポーランドのŁKSコマースコン・ウッチへ移籍し、2019/20、2020/21シーズンのタウロンリーグでチームは3位となった。2021年4月、イタリアのヴェロ・バレー・ミラノへの移籍が発表され、2021/22シーズンのイタリアセリエA1リーグで準優勝した。2022年9月、中国の北京汽车でプレーすることが発表され、2022/23シーズンの中国スーパーリーグに出場した。中国リーグ終了後、トルコのÇukurova Belediyesi SKでプレーした。2023/24シーズンからはガラタサライと契約しプレーしている。

### 代表チーム
2014年よりアンダーカテゴリーの代表として活躍し、2015年のU18欧州選手権と2016年のU19欧州選手権でそれぞれ銀メダルを獲得し、自身もベストアウトサイドヒッター賞を受賞した。2017年、U-20世界選手権に出場した。2019年、シニア代表に初選出され、同年のネーションズリーグでデビュー。同年の欧州選手権で金メダルを獲得した。同年9月のワールドカップに出場した。2021年、欧州選手権に出場し銀メダルを獲得した。2022年、ネーションズリーグに出場し銅メダルを獲得した。同年9-10月の世界選手権では金メダルを獲得した。2023年、パリ五輪予選に出場した。同年9月の欧州選手権に出場し銀メダルを獲得した。2024年、パリ五輪に出場した。

## 受賞歴
- 2015年 - U18欧州選手権 ベストアウトサイドヒッター賞
- 2016年 - U19欧州選手権 ベストアウトサイドヒッター賞
- 2018年 - 2017/18セルビア国内リーグ　ベストアウトサイドヒッター賞
- 2019年 - 2018/19セルビア国内リーグ　ベストアウトサイドヒッター賞
- 2020年 - 2019/20ポーランド・タウロンリーガ　ベストアウトサイドヒッター賞

## 所属クラブ
- OK Vizura（2014-2019年）
- ŁKSコマースコン・ウッチ（2019-2021年）
- ヴェロ・バレー・ミラノ（2021-2022年）
- 北京汽车（2022-2023年）
- Çukurova Belediyesi SK（2023年）
- ガラタサライ（2023年-）